# Vertigo 2005: Live from Chicago
Vertigo 2005: Live from Chicago (иногда фигурирует как Vertigo '05: Live from Chicago) — фильм-концерт ирландской рок-группы U2, был издан на лейбле Island Records в ноябре 2005 года. Фильм был издан в двух версиях: на одном DVD, а также в подарочном формате, включающим в себя второй диск с бонусными материалами и документальным фильмом.
Vertigo 2005: Live from Chicago был смонтирован из двух шоу тура в поддержку альбома How to Dismantle an Atomic Bomb, которые музыканты отыграли в Чикаго в мае 2005 года (при этом аудио практически не правилось; оставлены все мелкие огрехи). В DVD не вошло исполнение «Party Girl» совместно с фанатом. В «The Electric Co» Боно исполнил фрагмент из «Bullet with Butterfly Wings» Smashing Pumpkins. В ходе турне Vertigo Tour было записано ещё два концертных DVD.
Концерт был тепло встречен публикой, возглавив соответствующие чарты в одиннадцати странах. По состоянию на январь 2007 года, он является самым продаваемым DVD группы. По данным компании Nielsen SoundScan, только в США было продано более четверти миллиона дисков.

## Отзывы критиков
| Оценки критиков | Оценки критиков |
| Источник        | Оценка          |
| --------------- | --------------- |
| Allmusic        | [ 1 ]           |
| MusicOMH        | (положительная) |
| PopMatters      | (7/10)          |

В целом, Vertigo '05 получил положительные отзывы музыкальных критиков. Камилла Альбертсон из Allmusic сочла, что DVD выполнил свою задачу, но в некоторых сценах освещение и камера «не фокусировались на самых ярких моментах». Несмотря на положительный тон обзора, Джон Мерфи из MusicOMH подытожил, что большинству фанатов U2 не нужно покупать этот DVD, если у них уже есть Elevation: Live from Boston или U2 Go Home: Live from Slane Castle. По мнению Майка Шиллера из PopMatters, шоу было снято на высоком профессиональном уровне, но «это типичный концертный DVD U2».

## Список композиций
1. «City of Blinding Lights»
2. «Vertigo»
3. «Elevation»
4. «The Cry/The Electric Co.»
5. «An Cat Dubh / Into the Heart»
6. «Beautiful Day»
7. «New Year's Day»
8. «Miracle Drug»
9. «Sometimes You Can't Make It on Your Own»
10. «Love and Peace or Else»
11. «Sunday Bloody Sunday»
12. «Bullet the Blue Sky»
13. «Running to Stand Still»
14. «Pride (In the Name of Love)»
15. «Where the Streets Have No Name»
16. «One»
17. «Zoo Station»
18. «The Fly»
19. «Mysterious Ways»
20. «All Because of You»
21. «Original of the Species»
22. «Yahweh»
23. «40»

### Бонусный диск
Второй диск входит в делюкс-издание. Он содержит следующий контент:
- Beyond the Tour-Documentary
- Surveillance Cuts: Filmed during the tour with remotely controlled infrared cameras

1. «Love and Peace or Else»
2. «An Cat Dubh/Into the Heart»
3. «Cry/The Electric Co.»
4. «Running To Stand Still»

- «Sometimes You Can’t Make It On Your Own»: Alternative Video

## Чарты и сертификация
| Чарт (2005)                          | Высшая позиция |
| ------------------------------------ | -------------- |
| Australian Top 40 Music DVDs         | 1              |
| Austrian Top 10 Music DVDs           | 1              |
| Belgium (Flanders) Top 10 Music DVDs | 1              |
| Belgium (Wallonia) Top 10 Music DVDs | 2              |
| Danish Top 10 Music DVDs             | 1              |
| Finnish Top 5 Music DVDs             | 2              |
| German Albums Chart                  | 20             |
| Greek Top 20 DVD/Videos              | 3              |
| Ireland Top 20 DVDs                  | 6              |
| Italian Top 20 Music DVDs            | 1              |
| Japanese DVDs Chart                  | 81             |
| Netherlands Top 30 Music DVDs        | 1              |
| New Zealand Top 10 Music DVDs        | 1              |
| Norwegian Top 10 DVDs                | 1              |
| Portuguese Top 30 Music DVDs         | 1              |
| Spanish Top 20 Music DVDs            | 1              |
| Swedish Top 20 DVDs                  | 1              |
| Swiss Top 100 Albums                 | 24             |

| Чарт (2006)           | Высшая позиция |
| --------------------- | -------------- |
| Hungarian Top 20 DVDs | 3              |

| Регион | Сертификация  | Продажи  |
| --- | ------------- | -------- |
| Аргентина (CAPIF) | Платиновый    | 8000^    |
| Австралия (ARIA) | 6× Платиновый | 90 000^  |
| Бразилия (ABPD) | Бриллиантовый | 100 000* |
| Дания (IFPI Danmark) | Платиновый    | 40 000^  |
| Франция (SNEP) | Бриллиантовый | 100 000* |
| Германия (BVMI) | Платиновый    | 50 000^  |
| Ирландия (IRMA) | Платиновый    | 4000^    |
| Мексика (AMPROFON) | 2× Платиновый | 40 000^  |
| Новая Зеландия (RMNZ) | 3× Платиновый | 15 000^  |
| Польша (ZPAV) | Золотой       | 5000*    |
| Португалия (AFP) | 3× Платиновый | 24 000^  |
| Испания (PROMUSICAE) | 2× Платиновый | 50 000^  |
| Швейцария (IFPI Switzerland)                                                                                             | Золотой       | 3000^    |
| * Данные о продажах приведены только на основе сертификации. ^ Данные о тиражах приведены только на основе сертификации. |               |          |

## Дополнительные факты
- Иконка «Artists» в Apple iPhone, iPad и iPod Touch — силуэт Боно, исполняющего «Original of the Species» с этого концерта[34][35][36].